# فرانكلين بي. لونغ
فرانكلين بي. لونغ (بالإنجليزية: Franklin B. Long)‏ هو مهندس معماري أمريكي، ولد في 3 مارس 1842 في أفتون في الولايات المتحدة، وتوفي في 21 أغسطس 1912 في منيابولس في الولايات المتحدة.